# Chivingoue
Der Chivingoue, auch Matical genannt, war eine portugiesische Masseneinheit (Gewichtsmaß) in Mosambik. Verwendung fand das Maß als Goldgewicht.
- 1 Chivingoue = 1 ½ Outavas = 5,378 Gramm